# Aleksander Doba
 (septembre 2013).
Si vous disposez d'ouvrages ou d'articles de référence ou si vous connaissez des sites web de qualité traitant du thème abordé ici, merci de compléter l'article en donnant les références utiles à sa vérifiabilité et en les liant à la section « Notes et références ».
Pour les articles homonymes, voir Doba.
Aleksander Doba, né le 9 septembre 1946 à Swarzędz, en Grande-Pologne et mort le 22 février 2021 au cours de l'ascension du Kilimandjaro, est un aventurier, kayakiste polonais, premier à avoir traversé l'océan Atlantique en kayak.

## Biographie
Aleksander Doba est connu pour être le premier homme à avoir traversé l'océan Atlantique, d'est en ouest en kayak, à la seule force de ses bras, un périple de 5 394 kilomètres, en 99 jours, à l'âge de 65 ans. Parti de Dakar, au Sénégal, le 26 octobre 2010, à 15h30 (UTC+1), il a rejoint les côtes du Brésil le 2 février 2011, au bout de 98 jours, 23 heures, et 42 minutes, avant de finalement atteindre Acaraú (99 jours, 6 heures, 20 minutes). Soit une vitesse moyenne de 2,26 km/h, ou 54 kilomètres par jour, avec un pic à 126,5 km parcourus en une journée.
Il a perdu 14 kg durant ces 14 semaines en mer.
Cette traversée n'est pas sa première. Entre autres périples, notons un tour de la mer Baltique (en 1999, 80 jours, 4 227 km), un autre partant de sa ville de Police, en Poméranie occidentale, au nord-ouest de la Pologne, jusqu'à Narvik, en Norvège, au nord du cercle polaire arctique (en 2000, 101 jours, 5 369 km), ou encore, en 2009, autour du gigantesque lac Baïkal, en Sibérie, en 41 jours et 2 000 km.
Il a aussi pratiqué le saut en parachute, le planeur, et le cyclisme.
Il est marié à sa femme Gabriela, avec qui il a eu 2 enfants.
Le 5 octobre 2013, il entreprend une nouvelle traversée de l'Atlantique en Kayak en tentant de relier le Portugal à la Floride. Arrivé à bon port le 19 avril 2014 après un détour de 1 300 milles nautiques pour un voyage dépassant au total les 7 700 milles, il est gratifié par le National Geographic du titre d'Aventurier de l'année.
Le 16 mai 2017 il entreprend une troisième traversée de l'Atlantique en reliant cette fois-ci New-York au Conquet, dans le Finistère. Il parvient à cette destination en 111 jours, le 3 septembre 2017, après avoir parcouru 4 150 milles nautiques (soit environ 7 700 km). À bord de son bateau insubmersible de 7,10 m de long pour 750 kg chargé au départ (450 kg à vide), il traversa quatre tempêtes.